# Pieter Dekhuijzen
Pieter Nicolaas Richard Dekhuijzen (vaak gespeld als Dekhuyzen), geboren op 29 juli 1891 in Leiden, was tot aan zijn overlijden op 19 september 1942 in concentratiekamp Sachsenhausen in Oranienburg, huisarts en daarnaast clubarts van de Rotterdamse voetbalclub Feyenoord.
De krant Amigoe di Curaçao van 26 oktober 1942 meldde: “In een Duits concentratiekamp zijn “overleden” de Nederlanders Willem Bloca (69 j.) en arts Pieter N.R. Dekhuyzen.”
Pieter Dekhuijzen had in een groot herenhuis aan de Brielselaan 182 op de hoek met de Hellevoetstraat in Rotterdam een huisartsenpraktijk.
Op 10 mei 1940 drongen richting stad optrekkende Duitsers bij straatgevechten zijn praktijk en woning binnen. Dekhuijzen weigerde een gewonde Duitse soldaat te behandelen.
In 1942, bij een huisbezoek aan de chronisch zieke Wim Chabot, die in de zogenaamde “kunstenaarsflat”  aan de andere kant van de rivier op de hoek van de ’s Gravendijkwal en de Rochussenstraat woonde, welke afstand Dekhuijzen per motorfiets overbrugde, drukte hij Wim op het hart beslist geen lid van de Kultuurkamer te worden. Voor de medische wereld had Hitler ook zoiets uitgevonden (Artsenkamer), zei hij, en hij liet Wim een stencil zien, dat hij na lezing direct moest verbranden, waarin hij artsen opriep die beweging te saboteren. Wim Chabot heeft Dekhuijzen daarna nooit meer gezien. Na enige tijd hoorde hij van de weduwe Dekhuijzen, geboren Johanna Zeehuisen, dat Pieter Dekhuijzen in gevangenschap was overleden.
Kennelijk zijn deze laatste acties van Dekhuijzen de Duitsers toch niet ontgaan, en werd hij in 1942 vastgenomen. Volgens het Archiv Gedenkstätte und Museum Sachsenhausen is hij waarschijnlijk op 31 juli 1942 in KZ Sachsenhausen aangekomen. In ieder geval kreeg hij een op 6 augustus 1942 uitgeschreven kwitantie voor de afgifte van aandelen. Hij zat in “Häftlingsblock 25”. Zes weken later overleed hij al aan dysenterie.
Als Pieter Nicolaas Richard Dekhyzen is hij opgenomen in de Erelijst van gevallenen 1940-1945.
Over zijn weduwe, Johanna Dekhuijzen – Zeehuisen (1890 – 1958) weten we dat zij voor de oorlog lid was van de SDAP en na de oorlog van de Partij van de Arbeid. Zij was lid van de gemeenteraad van Rotterdam van 1936-1941 en van 1945-1948. Zij was ook medeoprichtster van Humanitas. Naar haar zijn enkele verzorgingsinstellingen vernoemd. Zo ook op 21 april 1992 een straat in Rotterdam: de Johanna Dekhuijzenstraat.
Op 1 november 2024 legden zijn kleindochter en kleinzoon aan de Brielselaan, ter hoogte van de plek waar zijn huisartsenpraktijk stond, een Stolperstein ter nagedachtenis aan hun grootvader.